# لی یو می
لی یو-می (کره‌ای: 이유미؛ زادهٔ ۱۸ ژوئیه ۱۹۹۴) بازیگر اهل کره جنوبی است. او به‌خاطر ایفای نقش جی-یونگ در بازی مرکب (۲۰۲۱) و نا-یون در ما همه مرده‌ایم (۲۰۲۲) شناخته می‌شود.

## فیلم‌شناسی

### فیلم‌ها
| سال  | عنوان                         | نقش             | منبع   |
| ---- | ----------------------------- | --------------- | ------ |
| ۲۰۱۰ | دریای زرد                     | دختر کیم ته وون | [ ۳ ]  |
| ۲۰۱۲ | آب نبات انگور                 | جوان سون جو     | [ ۴ ]  |
| ۲۰۱۳ | رمان روسی                     | یو می           | [ ۴ ]  |
| ۲۰۱۳ | هوی: یک پسر هیولا             | دوست یو کیونگ   | [ ۴ ]  |
| ۲۰۱۳ | بازی خشن                      | تبلیغات دختر    | [ ۴ ]  |
| ۲۰۱۵ | نوع پرندگان                   | دختر            | [ ۵ ]  |
| ۲۰۱۶ | مثل یک فیلم فرانسوی           |                 | [ ۴ ]  |
| ۲۰۱۶ | آنجا خواهی بود؟               | یئون آه         | [ ۶ ]  |
| ۲۰۱۷ | دختر ابرقدرت                  | منگ جو ری       | [ ۷ ]  |
| ۲۰۱۷ | اپراتور ضربان قلب             | هی یون          | [ ۸ ]  |
| ۲۰۱۸ | هرگز عجله نکنید               | حنا             | [ ۹ ]  |
| ۲۰۱۸ | فضای باز آغاز می‌شود           | ما ری           | [ ۱۰ ] |
| ۲۰۱۸ | نجوا                          | بیون جی یون     | [ ۱۱ ] |
| ۲۰۱۸ | پارک هوا جوان                 | سه جین          | [ ۱۲ ] |
| ۲۰۲۱ | مسائل مربوط به بزرگسالان جوان | یون سه جین      | [ ۱۳ ] |
| ۲۰۲۱ | گروگان: سلبریتی گم شده        | ممنوعیت سونی    | [ ۱۴ ] |

### مجموعه‌های تلویزیونی
| سال  | عنوان                      | شبکه    | نقش                  | یادداشت               | منبع   |
| ---- | -------------------------- | ------- | -------------------- | --------------------- | ------ |
| ۲۰۱۰ | پسر آینده                  | ئی‌بی‌اس  | سئو یون دو           |                       | [ ۱۵ ] |
| ۲۰۱۵ | چئو یونگ ۲                 | اوسی‌ان  | سونگ دا-یونگ         | حضور افتخاری (قسمت ۶) | [ ۱۶ ] |
| ۲۰۱۷ | کودکان قرن بیستم           | ام‌بی‌سی  | می دال / جو مین هیون |                       | [ ۱۷ ] |
| ۲۰۱۸ | صدا ۲                      | اوسی‌ان  | هوانگ هی جو          | حضور افتخاری (قسمت ۳) | [ ۱۸ ] |
| ۲۰۱۸ | فقط برقص                   | کی‌بی‌اس۲ | کیم دو یون           |                       | [ ۱۹ ] |
| ۲۰۱۹ | دکتر جان                   | اس‌بی‌اس  | نا کیونگ آه          |                       | [ ۲۰ ] |
| ۲۰۲۰ | صحنه درام - همه آنجا هستند | تی‌وی‌ان  | لی گیو جین           | درام تک کاره          | [ ۲۱ ] |
| ۲۰۲۰ | ۳۶۵: سال را تکرار کنید     | ام‌بی‌سی  | کیم سه-رین           |                       | [ ۲۲ ] |

### مجموعه‌های اینترنتی
| سال  | عنوان                     | شبکه      | نقش                        | منبع   |
| ---- | ------------------------- | --------- | -------------------------- | ------ |
| ۲۰۱۸ | بعد از ظهر در یک شهر کوچک | ناور تی‌وی | شین نا-را                  | [ ۲۳ ] |
| ۲۰۱۸ | حساس بودن اشکالی ندارد    | ناور تی‌وی | یی-جی                      | [ ۲۴ ] |
| ۲۰۲۱ | بازی مرکب                 | نتفلیکس   | جی-یونگ (بازیکن شماره ۲۴۰) | [ ۲۵ ] |
| ۲۰۲۲ | ما همه مرده‌ایم            | نتفلیکس   | نا-یون                     | [ ۲۶ ] |

## جوایز و نامزدی‌ها
| مراسم اهدای جایزه | سال  | دسته‌بندی              | نامزد / اثر                   | نتیجه | منبع   |
| ----------------- | ---- | --------------------- | ----------------------------- | ----- | ------ |
| جوایز بوئیل فیلم  | ۲۰۲۱ | بهترین بازیگر زن جدید | مسائل مربوط به بزرگسالان جوان | برنده | [ ۲۷ ] |